# Sinclairia broomae
Sinclairia broomae là một loài thực vật có hoa trong họ Cúc. Loài này được H.Rob. miêu tả khoa học đầu tiên năm 1976.